# Bassås
Bassås är en bebyggelse i Onsala socken i Kungsbacka kommun. Från 2015 till 2023 avgränsade SCB här en småort.  Vid avgränsningen 2023 klassades den som en del av tätorten Onsala